# Juliette Colbert

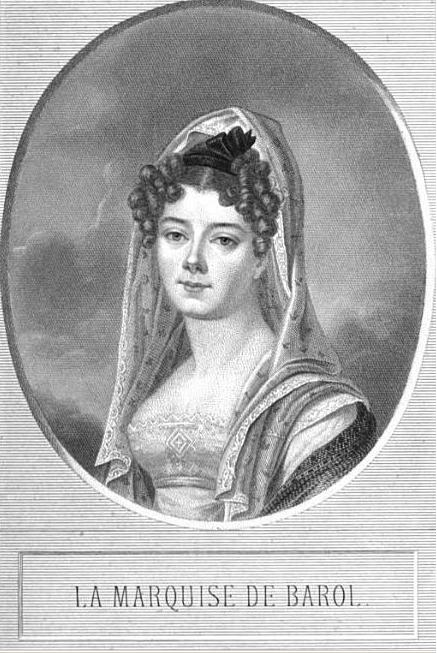
Juliette Colbert di Barolo

Juliette Colbert (ur. 27 czerwca 1785; zm. 19 stycznia 1864) – francusko-włoska Czcigodna Służebnica Boża Kościoła katolickiego, działaczka filantropijna.

## Życiorys
Juliette Colbert urodziła się w szlacheckiej rodzinie. Mając 7 lat w 1792 roku zmarła jej matka, a w czasie rewolucji francuskiej wielu jej krewnych zostało straconych. W dniu 18 sierpnia 1806 roku jej mężem został Tancredi Falletti. W 1814 roku przenieśli się do Turynu. Oboje działał charytatywnie, a także szczególnie pomagali więźniom zapewniając im wykształcenie, dostarczając im żywność. Zmarła mając 78 lat w opinii świętości. 21 stycznia 1991 roku papież Jan Paweł II rozpoczął się jej proces beatyfikacyjny.